# Wodzicki Hrabia

Herb Wodzicki hrabia według oryginalnego nadania

Herb Wodzicki hrabia

Wodzicki Hrabia – polski herb hrabiowski, odmiana herbu Leliwa, nadany w zaborze austriackim.

## Opis herbu
Istnieje kilka przekazów na temat kształtu tego herbu, różniących się szczegółami.
Według oryginalnego nadania tytułu hrabiowskiego, herb przedstawiał się następująco: W polu błękitnym – nad półksiężycem z twarzą złotym, takaż gwiazda. Na tarczy korona hrabiowska, nad którą hełm z klejnotem: pół lwa złotego, trzymającego pęk liktorski w łapach. Labry błękitne podbite złotem. Tarcza leży na złotym pęku liktorskim skrzyżowanym z mieczem srebrnym o rękojeści złotej.
Według Herbarza Królestwa Polskiego Pawliszczewa herb miał złotą obwódkę.
Według heraldyka Jerzego Dunina-Borkowskiego, rodzina posługiwała się dewizą ASTRA PETI.

## Najwcześniejsze wzmianki
Podług Jerzego Dunina-Borkowskiego jedna linia Wodzickich otrzymała od cesarza Franciszka II tytuł hrabiowski galicyjski 28 listopada 1799 (Eliasz Wodzicki), druga linia tytuł hrabiowski galicyjski 16 października 1800 (Franciszek Wodzicki), na co dyplom z 11 listopada 1803, potwierdzony w Rosji 2 lipca 1842 (syn Franciszka – Stanisław Wodzicki). Obdarowani byli braćmi. Podstawą nadania tytułu dla obu braci był patent szlachecki z 27 września 1798 roku.

## Herbowni
Jedna rodzina herbownych:
graf von Granów-Wodzicki.